# Lomm

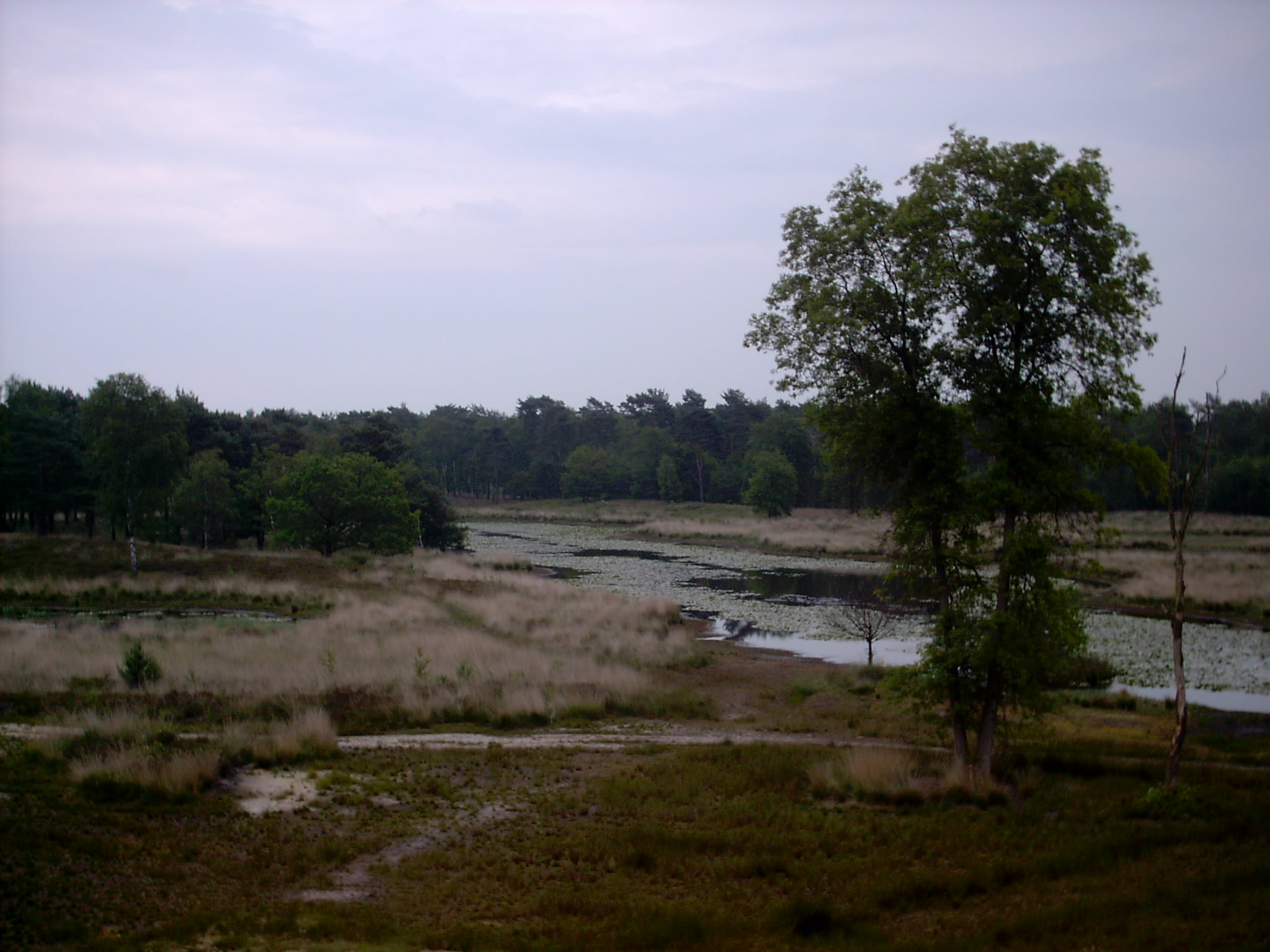
Het Ravenvennengebied oostelijk van Lomm kent een grote variatie aan vennen, open graslanden en kleinschalige heideveldjes, omgeven door stuifduinen waarop grove den is aangeplant. Deze boomsoort wordt gaandeweg op steeds meer plekken gerooid. Op de open plekken ontstaat zo ruimte voor heide (calluna vulgaris), waardoor zo de biodiversiteit kan toenemen.

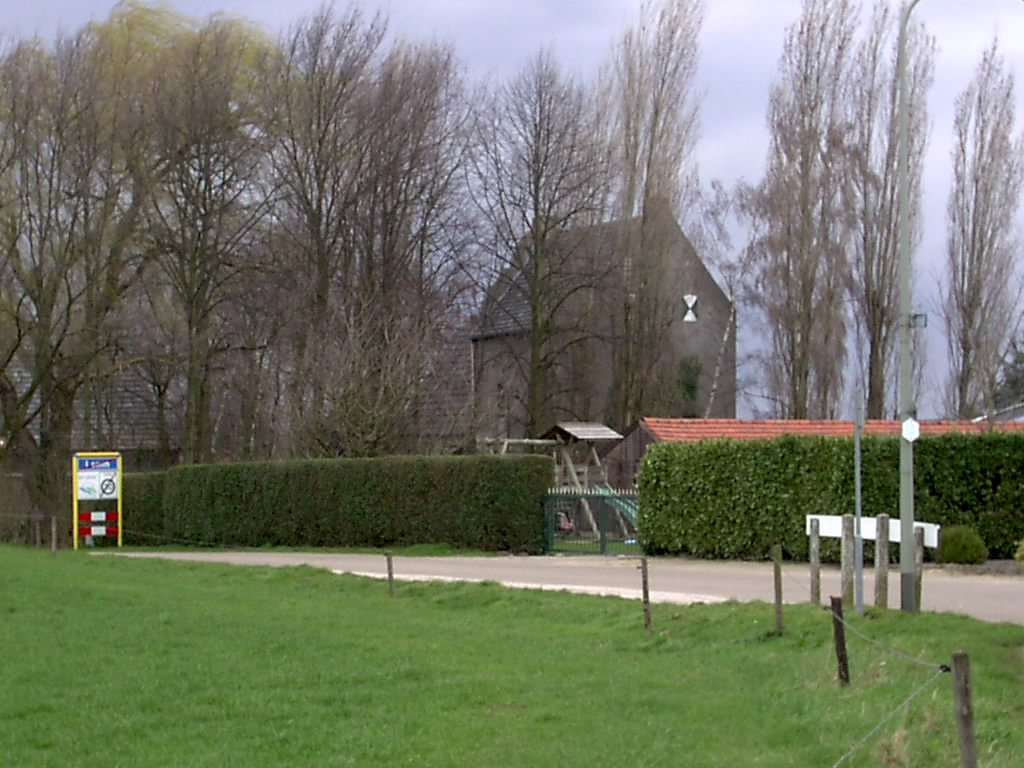
De Spyker, gebouwd in 1628 tussen Lomm en Maas, was oorspronkelijk het omgracht stamhuis van de familie van Lom. Het betreft een hoog huis met zadeldak, gevat tussen twee topgevels, waarvan een nog gezwenkte zijkanten heeft. De vensters zijn gewijzigd. Het oorspronkelijk nog voor 1400 gebouwde kasteeltje is echter verdwenen. (bron: ANWB)

Lomm (Limburgs: Lóm) is een dorpskern in Nederlands Limburg, ongeveer 7 kilometer ten noorden van de stad Venlo. Het dorp telde op 1 januari 2023 1.035 inwoners.

## Geschiedenis
In 2003 werd, in het kader van het graven van een hoogwatergeul, archeologisch onderzoek verricht, waaruit bleek dat de oudste sporen van nederzettingen in dit gebied vlak langs de Maas hun oorsprong gehad moeten hebben in de IJzertijd (800 voor Christus tot aan de Romeinse tijd).
Lomm werd voor het eerst vermeld in 1326. Het had geen eigen schepenbank maar viel toen ook al (met zekerheid vanaf 1420) bestuurlijk onder Arcen. Het dorp dankt zijn naam aan het geslacht De Lom de Berg, waarvan Pieter Lodewijk de Lom de Berg de bekendste is. Deze familie liet in de 14e eeuw het Huis De Spyker bouwen. Het huidige kasteel dateert echter uit 1628.
Volgens schriftelijke documenten stond er al in 1455 een kleine kapel waar nu het dorpscentrum ligt. Aannemelijk is dat zich bij deze kapel boeren gevestigd hebben, die het vruchtbare gebied tussen Maas en heide zijn gaan bewerken. Zo ontstond een gehucht, dat in 1735 28 gezinnen telde. Pas op 4 september 1938 werd Lomm een zelfstandige parochie met een eigen pastoor, waardoor men eigenlijk pas vanaf die datum kan spreken van een echt dorp.
Tijdens de laatste maanden van 1944 werd er, door oorlogsgeweld, veel verwoest in het dorp.
Na de Tweede Wereldoorlog zijn er, vooral ten zuiden van de dorpskern, enkele woonwijken aangelegd.
Lomm behoorde tot 2010 tot de voormalige gemeente Arcen en Velden (Limburgs: Árse en Velde). Arcen en Velden is op 1 januari 2010 opgegaan in de gemeente Venlo.

## Bezienswaardigheden
- Sint-Antoniuskerk, van 1937, aan Kapelstraat 15.
- Sint-Barbarakapel
- Huis De Spyker, herenhuis van 1628, aan Kapelstraat 43.
- Barbara's Weerd, landgoed met resten van voormalig klooster.
- Terrein met resten van een 16e-eeuwse watermolen.

## Economie
Na de Tweede Wereldoorlog werd er, ten oosten van Lomm, een bedrijventerrein aangelegd, Spikweien genaamd. Hier vindt men onder meer Aviko (Aardappelproducten), Sulzer (Onderhoud van turbines) en AMI (fabrikant van aluminium bouwbeslag).

## Geografie
Het oude hart met de kerk en het kerkplein bevindt zich aan de noordkant van het dorp. Naar het zuiden en westen toe bevinden zich de nieuwbouwwijken. Lomm heeft verder nog twee bijbehorende buurtschappen, De Voort in het zuiden en 't Hanik in het (noord)oosten. Beide buurtschappen kenden vooral agrarische bedrijven, maar in de jaren 60 en 70 zijn er ook een aantal woonhuizen gebouwd.

## Natuur en landschap
Gelegen aan de Maas ligt Lomm in een afwisselend Maasterrassenlandschap op een hoogte van ongeveer 17 meter. Westelijk van het dorp ligt een oude meander welke in het kader van het Zandmaas-project tot een hoogwatergeul werd gemaakt, om grootschalige overstromingen zoals in 1993 en 1995 te voorkomen. Na de afgraving werd hier wetlandnatuur verwezenlijkt. Ten zuiden en zuidwesten van het dorp stroomt de Haagbeek. Ten oosten van het dorp liggen de Schandelosche Heide en de Leeremarksche Heide die onderdeel zijn van Nationaal Park De Maasduinen, een grootschalig bos-, heide- en vennengebied van Mook tot Beesel. Ter hoogte van Lomm ligt het natuurgebied Ravenvennen op het middenterras. Ten oosten daarvan, tegen de Duitse grens aan, ligt het vochtige natuurgebied Vreewater.

## Voorzieningen
Lomm heeft enkele voorzieningen. Zo telt het een beddenwinkel, een multifunctioneel gemeenschapshuis, een versboerderij en een dagopvang. Verder bevindt zich er basisschool de Wegwijzer. Ook bevindt zich er het christelijk retraite-oord annex opvangcentrum "De Marcushoeve".

## Verenigingen
Door zijn kleinschaligheid kent het dorp een hechte sociale structuur, wat resulteert in een actief verenigingsleven.
Enkele (grotere) verenigingen en organisaties zijn:
- RKDSO - De voetbalvereniging
- Harmonie 'Sint Antonius'
- Carnavalsvereniging 'De Thiëtuite'
- Ald Prinse Lomm
- Jeugdclub 'Sirene 99'
- KBO (bond voor ouderen)
- Lommse Vrouwen Vereniging (LVV)
- Stichting Gemeenschapshuis Pastoorshof (St. Jeugd- en verenigingsbelangen)
- Joekskapel 'n Tuünke Liëger
- Tennisvereniging Lomm
- Dorpsraad Lomm
- Stichting Geulpop - organisator van het gelijknamige jaarlijkse popfestival
- Stichting Zorg Om Naasten (ZON) - de dagopvang
- Jeugdgilde Lomm

Bedrijvigheid treft men in het dorp vooral tijdens carnaval en op 11 november, wanneer C.V. de Thiëtuite voor het een en ander aan festiviteiten zorgt. Tijdens de pinksterkermis organiseert harmonie St Antonius jaarlijks op tweede Pinksterdag een groot kuurconcert met matinée. In 2009, 2016 en 2023 werden in het dorp grote musicalproducties op de planken gebracht met live muziek in het gemeenschapshuis Pastoorshof, georganiseerd door harmonie St. Antonius. 

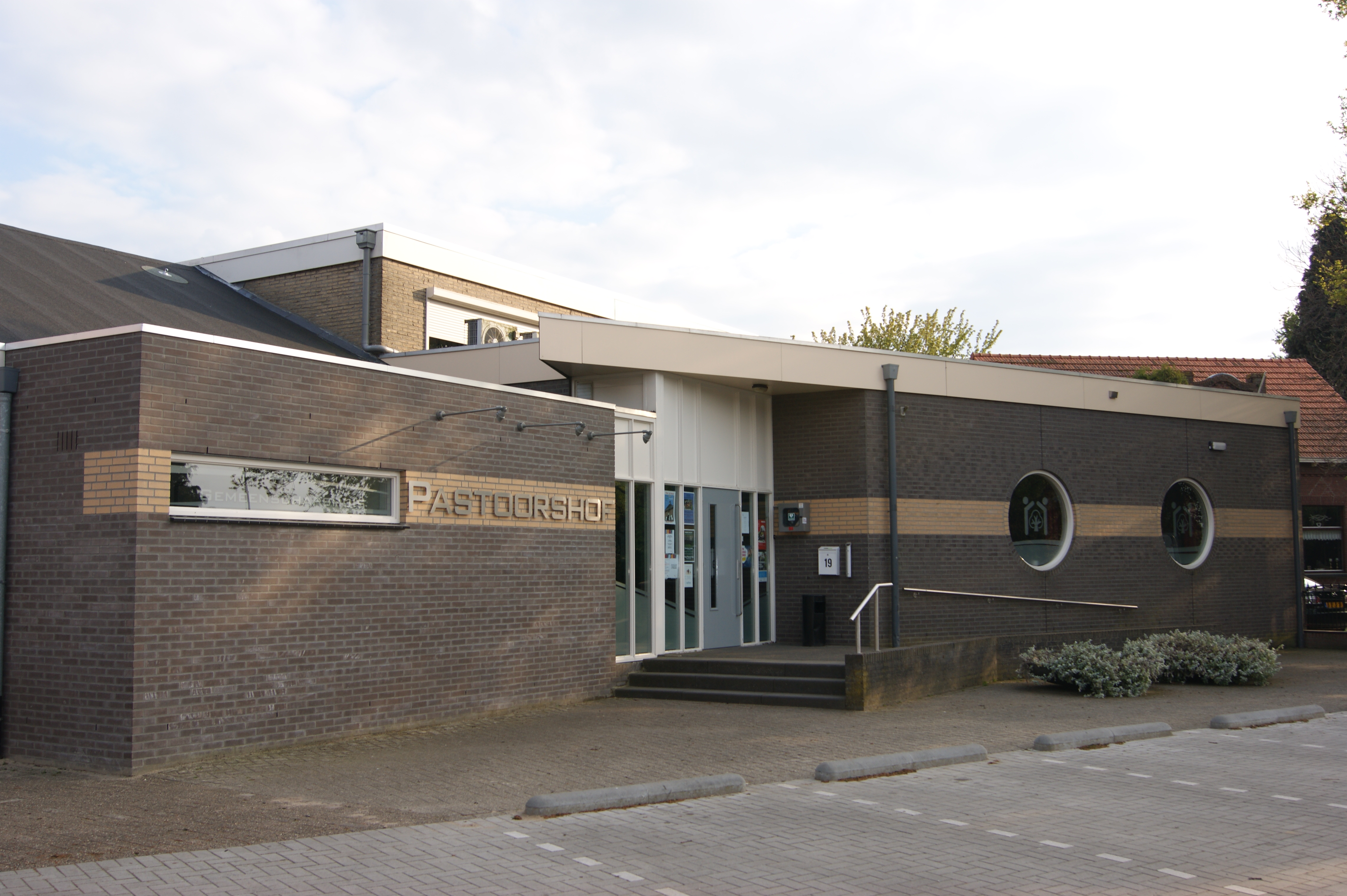
Gemeenschapshuis Pastoorshof. Ontstaan uit het parochiehuis, dat tevens in het verleden als huishoudschool en kleurschool heeft gediend. In 1974 is het gebouw van de parochie overgegaan naar de nieuw opgerichte stichting "Jeugd- en Verenigingsbelangen". In de loop der jaren is het gebouw uitgegroeid tot een multifunctioneel centrum met zaal, podium, kleedruimten, vergaderfaciliteiten en een foyer met complete horeca- en keukenfaciliteiten. Een groot deel van het verenigings- en sociale leven in Lomm speelt zich hier af.

## Geboren
- Herman Hegger (1916-2012), priester

## Nabijgelegen kernen
Velden, Auwel-Holt, Straelen, Arcen, Lottum, Venlo